# Fergusonit
Fergusonit (ang. fergusonite) – minerał z gromady tlenków, tlenek itru i niobu o wzorze chemicznym YNbO4. Należy do minerałów rzadkich. Jest izostrukturalny z formanitem, z którym tworzy kryształy mieszane. Nazwa pochodzi od nazwiska szkockiego fizyka, polityka i kolekcjonera minerałów Roberta Fergusona.

## Właściwości
Fergusonit tworzy kryształy o pokroju krótkosłupkowym, które są zakończone tetragonalną bipiramidą, może występować w skupieniach ziarnistych oraz w formie otoczaków skał okruchowych. Kryształy w układzie tetragonalnym. Barwa brunatna, brunatnoszara, czarna, rzadziej żółtawa lub szara. Rysa jest koloru jasnobrunatnego, bywa również żółtawa lub zielonkawa. Jest kruchy, odznacza się niewyraźną łupliwością, nierównym przełamem. Przeświecający do nieprzezroczystego, połysk szklisty lub metaliczny. Często jest metamiktyczny i bywa promieniotwórczy. Zwykle zawiera domieszki tantalu, żelaza, tytanu, cyny, ceru, erbu, lantanu, uranu i toru.

## Występowanie
Występuje rzadko. Jest składnikiem pegmatytów granitowych i niektórych sjenitów. Współwystępuje w wyniku paragenezy z cyrkonem, monacytem, euksenitem, gadolinitem, samarskitem. Występuje w USA (Kolorado, Teksas, Montana), na Madagaskarze (Tsaratanana, Ambotonohanga), w Rosji (Góry Ilmeńskie i w wielu innych lokalizacjach), na Grenlandii (Qeqertarsuaq, Qaqortoq), Sri Lance (Rakwana), w Japonii (Takayama, Minō), Szwecji (Ytterby), Norwegii (Helle, Arendal).
W Polsce stwierdzony w okolicach Szklarskiej Poręby (pegmatyty Skalnej Bramy, Białej Doliny, Zbójeckich Skał, Michałowic, ujście potoku Bystroń), Łomnicy (w pegmatytach), Mysłakowic, Podzamka (w sjenitach) i Strzegomia (druzy pegmatytowe). Największe kryształy w Polsce są spotykane w rejonie Strzegomia, ich wielkość dochodzi do 1 cm.

## Zastosowanie
Stanowi źródło otrzymywania itru, rzadziej niobu, ceru, erbu i innych rzadszych pierwiastków. Ma znaczenie naukowe i kolekcjonerskie. Bywa szlifowany na potrzeby kolekcjonerów. W jubilerstwie nie ma większego znaczenia.